# درد ارجاعی

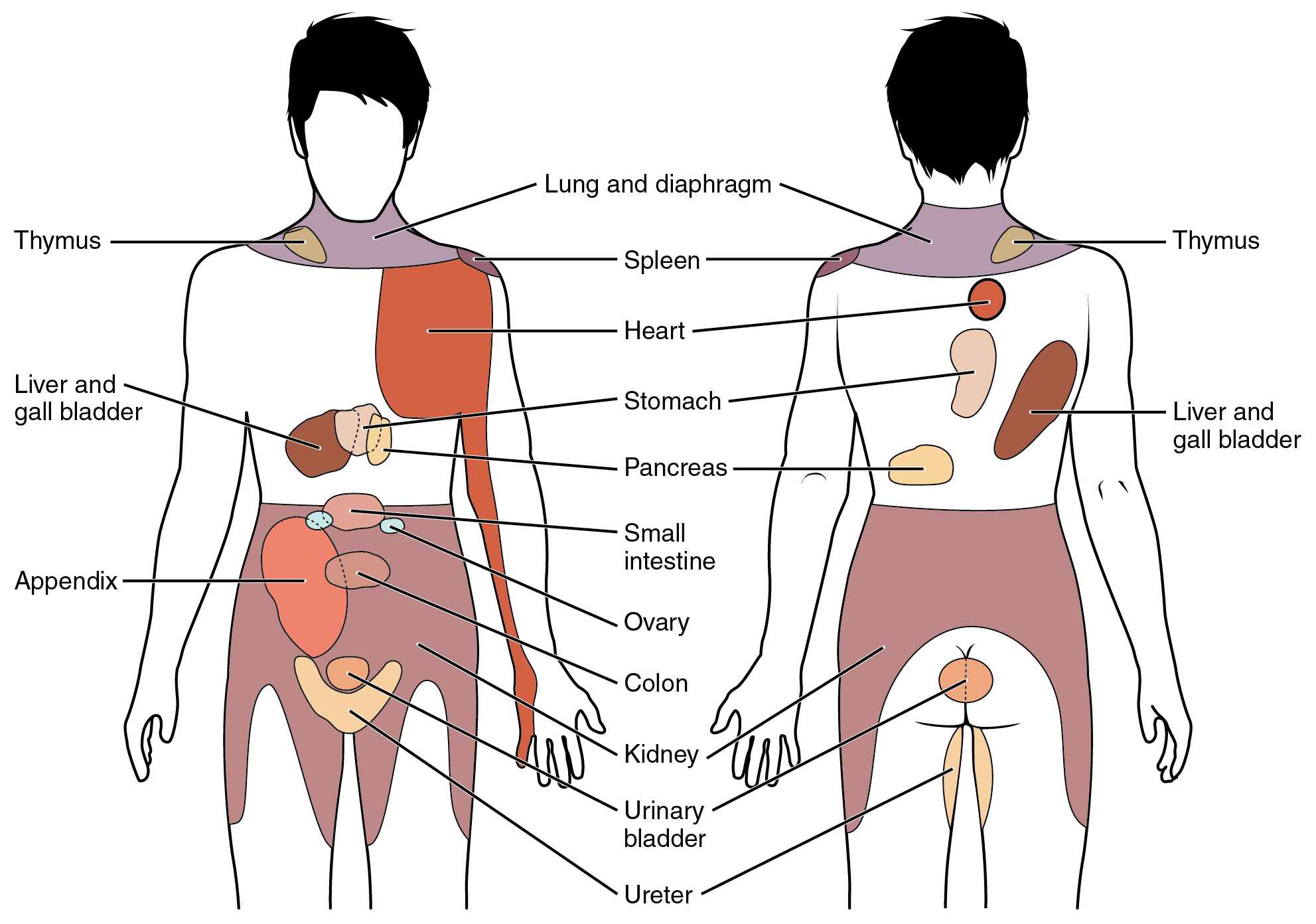
درد ارجاعی احساسی هست که در مناطق خاصی از رخ می دهد به صورت که منطقه احساس درد از محل اصلی بافت یا احشایی که درد را تولید می کند فاصله دارد.

گاهی درد در قسمتی از بدن احساس می‌شود که به مقدار قابل توجهی دور تر از بافت مسبب آن است؛ از این درد، تحت عنوان درد ارجاعی یاد می‌شود و نمونه بارز آن دردی است که در یکی از اعضای احشایی شروع شده و به ناحیه‌ای در سطح بدن ارجاع می یابد. شناخته شده‌ترین مثال از دردهای ارجاعی، ارجاع درد قلبی به طرف داخلی بازوی چپ می‌باشد.

## مکانیسم درد ارجاعی
شاخه‌هایی از الیاف درد احشایی، با برخی از نورون‌های رده دوم که پیام‌های درد مربوط به پوست را دریافت می نمایند سیناپس برقرار می‌کنند. هنگامی که فیبرهای درد احشایی تحریک می‌شوند، پیام‌های درد احشایی از طریق برخی از نورون‌های ناقل پیام‌های درد پوست هدایت می گردند و در نتیجه، درد در پوست احساس می گردد.
درد ارجاعی میتواند در نتیجه همگرایی و هم دسته شدن و صعود ورودی های حسی که از نقاط مختلف به یک نقطه از مغز روی دهد، مثلا حس درد بخش سنترال یا مرکزی دیافراگم و درد شانه هر دو باهم صعود کرده و به یک نقطه از مغز میروند که درنتیجه چون مغز آشنایی بیشتری با درد های پوستی دارد،درد ناحیه مرکزی دیافراگم در شانه حس میشود.